# HSV Barmbek-Uhlenhorst
HSV Barmbek-Uhlenhorst – niemiecki klub sportowy z hamburskiej dzielnicy Barmbek-Uhlenhorst (Hamburg-Nord).

## Historia
HSV Barmbek-Uhlenhorst powstał 15 października 1923 roku, kiedy to 150-osobowa sekcja piłkarska hamburskiego klubu gimnastycznego "Barmbeck-Uhlenhorst von 1876" roku usamodzielniła się.

## Sukcesy
- Amateurliga Hamburg (II): 1963, 1966 (mistrz)
- Bezirksliga Hamburg-Nord (VI): 1986 (mistrz)
- Verbandsliga Hamburg-Hammonia (III): 1962 (mistrz)
- Landesliga Hamburg-Hansa (VI): 1999 (mistrz)
- Verbandsliga Hamburg (V): 2004 (mistrz)
- 9 sezonów w Regionallidze Nord (2. poziom): 1963/64 i 1966/67-1973/74.
- 1 sezon w 2. Bundeslidze Nord (2. poziom): 1974/75.
- Puchar Hamburga: zdobywca 2015

## Znani piłkarze
- Andreas Brehme, 86 meczów w reprezentacji Niemiec
- Gert Dörfel, 11 meczów w reprezentacji Niemiec
- Joachim Philipkowski